# Botanique (métro de Bruxelles)
Pour les articles homonymes, voir Botanique (homonymie).
Botanique (en néerlandais : Kruidtuin) est une station des lignes 2 et 6 du métro de Bruxelles située à Bruxelles, sur la commune de Saint-Josse-ten-Noode.

## Situation
La station de métro se trouve sous le boulevard du Jardin botanique et l'avenue Galilée.
Elle est située entre les stations Madou et Rogier sur les lignes 2 et 6.

## Histoire
La station est inaugurée en 1974, après avoir été construite sous l'ancien jardin Botanique, celui-ci ayant été à sol ouvert durant deux ans. Deux niveaux ont été prévus à la construction : le plus profond pour la ligne 2 et un deuxième pour une ligne rue Royale–Régent–Louise qui n’est toujours pas prévue. La ligne 2, d'abord exploitée par des tramways articulés, remplaça ceux-ci par des convois de métro lourd en 1988.

## Service aux voyageurs

### Accès
La station compte deux accès :
- Accès no 1 : situé rue Royale, côté nord de l'avenue Galilée (accompagné d'un escalator) ;
- Accès no 2 : situé rue Royale, côté sud du boulevard du Jardin botanique (accompagné d'un escalator et d'un ascenseur).

### Quais
La station est de conception classique avec deux voies encadrés par deux quais latéraux.

### Intermodalité
La station est desservie par les lignes 92 et 93 du tramway de Bruxelles, par la ligne 61 des autobus de Bruxelles, par les lignes R90, 270, 271, 272, 318, 410 et 478 en journée et 620 la nuit du réseau De Lijn et, la nuit, par la ligne N04 du réseau Noctis.

## Œuvres d'art
La station Botanique abrite deux œuvres d'art.
- Les voyageurs (1980), ensemble de 21 sculptures en bois polychrome de 1,40 m à 2,50 m de haut, réalisé par Pierre Caille , situées dans une vitrine de l'accès côté boulevard du Jardin botanique.
- Tramication fluide - Tramification syncopée (1978), œuvre double du sculpteur et orfèvre belge Émile Souply en tubes d'acier émaillés, réalisée dans deux niches face à face sur les quais, sur un fond en mosaïque orange.

« Deux structures linéaires distinctes en graphisme et en relief. [...] Le traitement de l'acier est du type émaillage au four, garantissant la résistance aux chocs et son entretien. Le choix d'un chromatisme élémentaire a été motivé par le souci de neutraliser au maximum l'intensité de la mosaïque environnante. Sept teintes furent donc sélectionnées: le bleu clair, le bleu ultramarine, le vert clair, le blanc, le jaune, l'orange et le rouge. »

— Émile Souply

## À proximité
- Le jardin botanique
- La Cité administrative de l'État
- Les Facultés universitaires Saint-Louis